# 徐鼎康

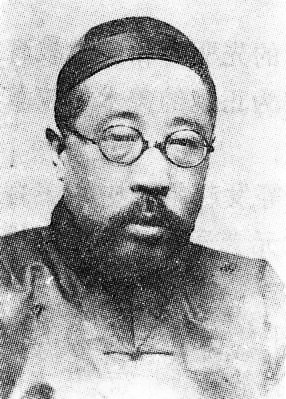

徐鼎康（1876年—1938年），字锡丞，江苏省嘉定县（今上海市嘉定区嘉定镇街道）人。中华民国政治人物。

## 生平
徐鼎康在清朝历任北洋巡警学堂总办、吉林劝业道、吉林交涉使、吉林巡警道、吉林度支使。
中华民国成立后，民国元年（1912），徐鼎康任吉林民政使。民国2年（1913年），改任吉林省内务司司长。民国3年（1914年），任安徽省安庆道尹。民国14年（1925年），任江苏省金陵道尹。民国15年（1926年），任江苏省省长。
民国26年（1937年），抗日战争爆发，徐鼎康迁居泰州小纪镇，并在当地捐钱资助抗战。日军占领苏北各县后，日军派员请其出面“维持苏北地区秩序”，徐鼎康答曰，“坚决抗日，不作汉奸。”
1938年，徐鼎康逝世。

## 家庭
- 父：徐致祥，清朝咸丰年间内阁学士兼礼部侍郎。[1]
- 堂叔/堂伯：徐郙，清朝礼部尚书兼协办大学士。[1]